# São José EC
São José EC is een Braziliaanse voetbalclub uit São José dos Campos in de staat São Paulo. 

## Geschiedenis
De club werd opgericht in augustus 1933 als Esporte Clube São José en fuseerde in 1945 met AE São José tot São José Esporte Clube. In 1964 werd het een profclub. In 1981 speelde de club voor het eerst in de hoogste klasse van het Campeonato Paulista. In 1982 speelde de club voor het eerst in de Série A. De club werd groepswinnaar voor topclubs als Grêmio en Atlético Mineiro en kon ook de tweede groepsfase winnen, waarbij Botafogo uitgeschakeld werd. In de knock-outfase verloor de club echter van Bangu.
Na een degradatie in 1983 keerde de club terug in 1988. De club had een gloriejaar in 1989 toen ze in de halve finales Corinthians versloegen en zich zo voor de finale om de staatstitel plaatsten, waar ze verloren van São Paulo FC. De club verloor de finale om de titel in de Série B van Bragantino, maar promoveerde wel. De club werd voorlaatste in de Série A en degradeerde meteen terug. In 1993 degradeerde de club ook terug uit het Campeonato Paulista. De club keerde nog terug van 1997 tot 1999 maar kon sindsdien niet meer promoveren. In 2016 degradeerde de club voor het eerst sinds de jaren zestig naar de vierde klasse, waar ze vier jaar verbleven. In 2023 kon de club zowaar terugkeren naar de tweede klasse en werd in de reguliere competitie meteen tweede. Echter in de eindronde verloor de club van de latere kampioen Velo Clube. 

## Overzicht seizoenen Campeonato Paulista
| Competitie      | Aantal | Periode                                                                 |
| --------------- | ------ | ----------------------------------------------------------------------- |
| Série A1        | 12     | 1981-1983, 1988-1993, 1997-1999                                         |
| Série A2        | 35     | 1966-1967, 1970-1980, 1985-1987, 1994-1996, 2000-2004, 2007-2014, 2024- |
| Série A3        | 9      | 1957, 1965, 2005-2006, 2015-2016, 2021-2023                             |
| Segunda Divisão | 5      | 1964, 2017-2020                                                         |